# Бугринська сільська рада
Бугри́нська сільська́ ра́да — орган місцевого самоврядування в Гощанському районі Рівненської області. Адміністративний центр — село Бугрин.

## Загальні відомості
- Бугринська сільська рада утворена в 1939 році.
- Територія ради: 63,552 км²
- Населення ради: 3 698 осіб (станом на 2001 рік)
- Територією ради протікає річка Горинь.

## Населені пункти
Сільській раді підпорядковані населені пункти:
- с. Бугрин
- с. Башине
- с. Вільгір
- с. Зарічне
- с. Колесники
- с. Новоставці
- с. Угільці

## Склад ради
Рада складається з 24 депутатів та голови.
- Голова ради: Пилипчук Сергій Костянтинович
- Секретар ради: Процюк Олена Павлівна

### Керівний склад попередніх скликань
| ПІБ                           | Основні відомості                                                          | Дата обрання | Дата звільнення |
| ----------------------------- | -------------------------------------------------------------------------- | ------------ | --------------- |
| Сахнюк Микола Михайлович      | Сільський голова, 1954 року народження, член Соціалістичної партії України | 26.03.2006   | 31.10.2010      |
| Пилипчук Сергій Костянтинович | Сільський голова, 1980 року народження                                     | 31.10.2010   |                 |

Примітка: таблиця складена за даними сайту Верховної Ради України